# The Great Pretender (piosenka)
The Great Pretender – utwór z 1955, napisany przez Bucka Rama, po raz pierwszy nagrany przez amerykański zespół The Platters. W połowie lat 80. XX w. Freddie Mercury, frontman brytyjskiego zespołu Queen, nagrał własną wersję piosenki.

## Oryginał i covery
Autorem słów i muzyki jest menadżer zespołu Buck Ram. Utwór był częścią soundtracku do filmu American Graffiti.
W 1984 cover nagrała Dolly Parton do swojego albumu z nagraniami utworów z lat 50. i 60. (The Great Pretender). W roku 1987 utwór w Europie spopularyzował wokalista zespołu Queen, Freddie Mercury, którego wersja została wydana na singlu.
Lester Bowie rozwinął utwór do 17 minut w formie improwizacji, na swoim albumie pod tym samym tytułem. Cover nagrał także The Band, a parodię Stan Freberg.

## Nawiązania do utworu
„The Great Pretender” pojawia się także w książce niemieckiego pisarza Güntera Grassa, pt. Blaszany bębenek (1959).